# Alice Werner
Alice Werner   (Trieste, 26 de juny de 1859 - Welwyn Garden City, 9 de juny de 1935) va ser una escriptora, poeta, mitòloga, folklorista i professora de les llengües bantú.

## Biografia
Alice Werner fou una dels set fills i filles del matrimoni constituït per Reinhardt Joseph Werner de Mainz, professor d'idiomes, i la seva muller, Harriett. La família va viatjar molt durant els primers quinze anys de la seva vida, per motiu de la feina del pare, i això va permetre a la jove Alice viure a Nova Zelanda, Mèxic, Estats Units i per tot Europa fins que, finalment, es van establir a la vila de Tonbridge, a Anglaterra, l'any 1874.
En un d'aquests viatges, després de visitar Nyasaland, un protectorat britànic a l'Àfrica, el 1893, i la colònia de Natal, al mateix continent, el 1894, va quedar tan interessada i fascinada que els seus escrits, a partir d'aleshores, es van centrar en temes exclusivament africans.
L'any 1901, Alice va impartir una conferència sobre l'idioma suahili al King's College de Londres, esdevenint la única dona professora de la prestigiosa institució que parlava aquesta llengua.
El 1917, Alice Werner es va incorporar a l'Escola d'Estudis Orientals (SOAS Universitat de Londres), passant de lectora a professora de llengües suahili i bantú i es va retirar el 1929-1930. Va ser guardonada amb un D.Litt. l'any 1928 per la Universitat de Londres, com a resultat de la seva especialització en docència i recerca. Després de la seva jubilació, va rebre el títol de professora emèrita de la mateixa universitat. L'any 1931, Alice Werner fou guardonada amb la Medalla de Plata de la Royal Africa Society, de la qual va ser vicepresidenta, i també va ser coeditora del Journal of the African Society.
Encara que no és gaire coneguda com a poeta, la seva obra titulada Bannerman of Dandenong ha aparegut en diverses antologies de poesia australianes importants.
Va viure un temps amb Lillias Campbell Davidson, fundadora nord-americana de la British Lady Cyclists' Association, i Ménie Muriel Dowie, una escriptora britànica de l'escola New Woman . Segons The New York Times :
| « | L'escriptora Ethel F. Heddle va novel·lar la seva experiència al llibre, del 1896, Three Girls in a Flat, en el qual descrivia l'experiència ambivalent quan la llibertat de viure sola xoca amb "l'incident sòrdid de les preocupacions pel fet de tenir molt pocs diners". | » |

Va morir a Welwyn Garden City, Anglaterra, un 9 de juny de 1935.

## Obra
- A Time and Times (poemes) (1886)
- O'Driscoll's Weird(1892)
- The Humour of Italy (1892)
- The Humour of Holland (1893)
- The Captain of the Locusts (1899)
- Chapinga's While Man (1901)

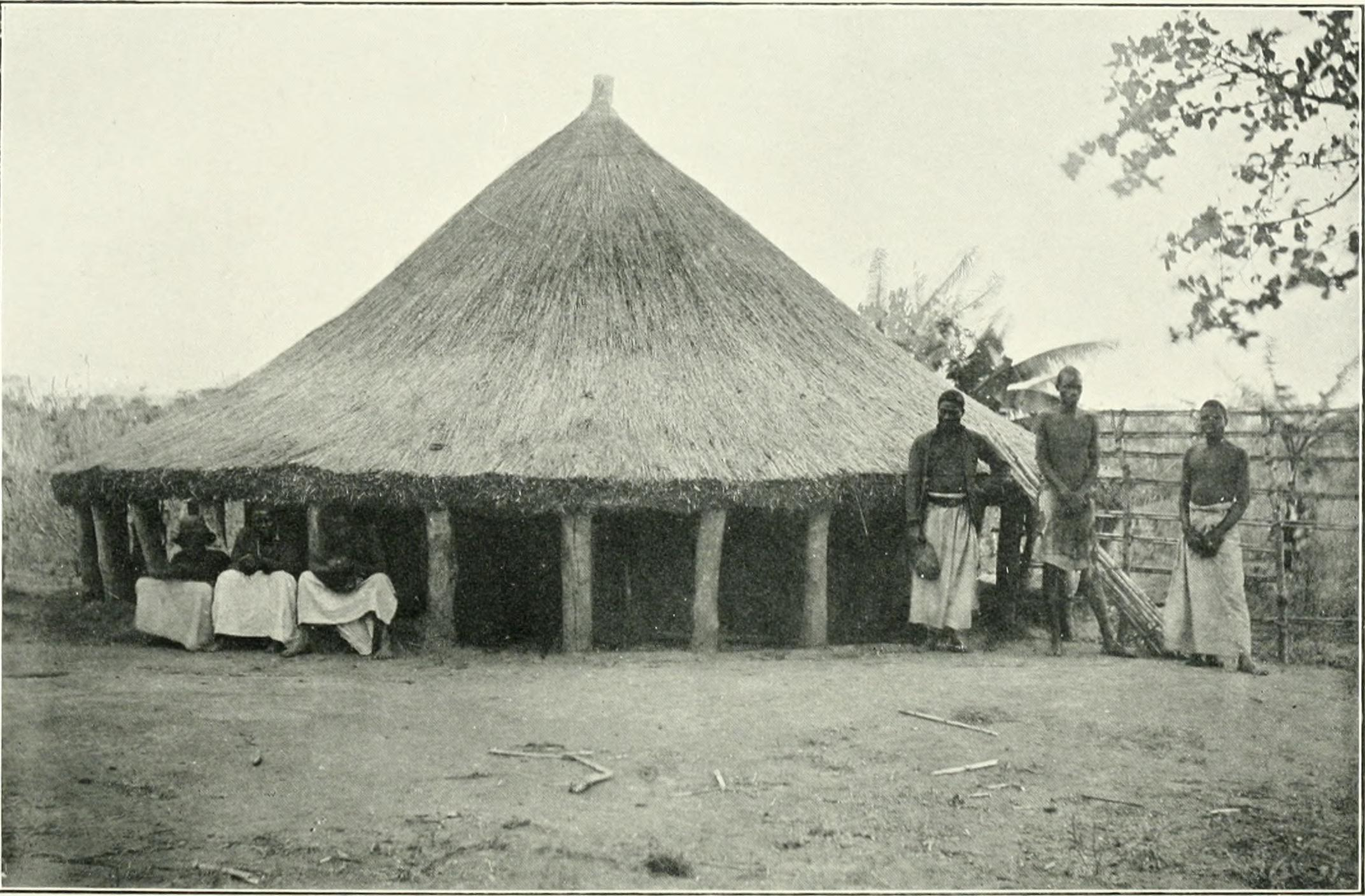
Una foto del llibre The natives of British Central Africa (1906)

- Native Races of British Central Africa (1906)
- Introduction" to Jamaican Song and Story: Annancy Stories, Digging Sings, Ring Tunes, and Dancing Tunes, ed. Walter Jekyll (1906)
- The Language Families of Africa (1915)
- A Swahili History of Pate (1915)
- Introductory Sketch of the Bantu Languages (1919)
- The Swahili Saga of Liongo Fumo (1926)
- A First Swahili Book (1927; escrit amb MH Werner)
- Swahili Tales (1929)
- Structure and Relationship of African Languages (1930)
- The Story of Miqdad and Mayasa (1932)
- Myths and legends of the Bantu (1933)